# Кашерининов, Роберт Михайлович
Роберт Михайлович Кашерининов (29 сентября 1918, Петроград — 1 августа 1991, Ленинград) — советский инженер-звукотехник, акустик, лауреат Ленинской премии (1962).

## Биография
Окончил Узбекский государственный университет (Самарканд) (1941). В 1942—1943 гг. инженер в НИКФИ. В 1943—1956 гг. работал на Самаркандском заводе киноаппаратуры (Кинап).
С 1956 г. — главный конструктор, с 1958 г. — главный инженер Ленинградского завода киноаппаратуры («Кинап»). В 1963—1978 гг. начальник Центрального конструкторского бюро Ленинградского объединения оптико-механических предприятий (Пост. Ленсовнархоза № 273 от 2.10.1962 г. на базе ГОМЗ, заводов «КИНАП», ООМЗ и «Прогресс» создано Ленинградское объединение оптико-механических производств (ЛООМП), получившее с 1.01.1965 г. наименование ЛОМО (Ленинградское оптико-механическое объединение).
Разработчик звуковой, акустической и электросиловой аппаратуры кинематографа. Член Союза кинематографистов СССР.
Похоронен в Ленинграде на Северном кладбище.

## Награды и звания
Ленинская премия (1962) — за участие в разработке комплексной системы и комплекта акустического и звукотехнического оборудования больших залов многоцелевого назначения, осуществленных в Кремлёвском Дворце съездов.
Государственная премия СССР (1978).